# Košecké Podhradie
Košecké Podhradie este o comună slovacă, aflată în districtul Ilava din regiunea Trenčín. Localitatea se află la altitudinea de 330 m deasupra n.m., se întinde pe o suprafață de 36,91 km2 și în 2017 număra 1.025 de locuitori.

## Istoric
Localitatea Košecké Podhradie este atestată documentar din 1297.

## Demografie
| An:                | 1994 | 2004   | 2014   | 2024   |
| ------------------ | ---- | ------ | ------ | ------ |
| Număr de persoane: | 1076 | 1071   | 1050   | 1053   |
| Diferență:         |      | −0,46% | −1,96% | +0,28% |

| An:                | 2023 | 2024   |
| ------------------ | ---- | ------ |
| Număr de persoane: | 1059 | 1053   |
| Diferență:         |      | −0,56% |